# Edmond Halley
Edmond Halley [édmond héli], angleški astronom, geofizik, matematik, meteorolog, častnik, pesnik, inženir in fizik, * 8. november (29. oktober, stari koledar) 1656, Haggerston pri Londonu, grofija Middlesex, Anglija, † 25. januar (14. januar, stari koledar) 1742, Greenwich pri Londonu.

## Življenje in delo
Halleyjev oče je bil bogat milar. Edmond je najprej hodil na Šolo sv. Pavla (St Paul's School) v Barnesu. Od leta 1673 je študiral na Kraljičinem kolidžu (Queen's College) Univerze v Oxfordu. Leta 1676 se je navdušil za astronomijo, saj ga je pri tem spodbujal premožni oče in opustil študij. Že v mladih letih se je izkazal s svojim astronomskim delom o tirih planetov (1676), Osončju in o Sončevih pegah.
Za dve leti je leta 1676 odšel na otok Svete Helene v južnem Atlantskem oceanu, kamor ga je angleška vlada poslala opazovat nebo iz Južne poloble. Ob tem je katalogiziral 341 zvezd južne nebesne poloble in tako dopolnil Flamsteedov katalog. Podobno kakor Richer leta 1672 v Cayennu, je na otoku opazil, da niha nihalo počasneje vrh gore kakor na obali. Prav ta ugotovitev je napeljala Hookea na misel o upadajoči privlačni sili. Newton je pokazal, da del tega pojava lahko opišemo s sploščenostjo Zemlje.
Novembra 1678 se je Halley vrnil v Anglijo, opravil izpite, prejel magisterij in postal član Kraljeve družbe. Leta 1679 je objavil svoj zvezdni katalog Catalogus stellarum australium. Tu je opravil podobno pionirsko delo kot de Brahe. Čeprav je bil še zelo mlad, so ga poslali v Gdansk k Hevelu, da bi skušal pomiriti spor, v katerem je bil s Hookeom. Od leta 1680 do 1681 je potoval v Francijo in Italijo, spoznal Giovannija Cassinija I. in druge astronome Observatorija v Parizu.
Leta 1682 se je poročil in se nastanil v Islingtonu, severno od Londona. Večinoma je opazoval Luno in se zanimal za probleme v zvezi s težnostjo. Problem o dokazu Keplerjevih zakonov mu je pritegnil pozornost. Avgusta 1684 je odšel v Cambridge, da bi se o tem pogovoril z Newtonom. Videl je, da je Newton že rešil problem, vendar o tem ni objavil nič. začel se je navduševati za Newtonove fizikalne teorije in ga je prepričal, da je napisal Matematična načela naravoslovja, ki jih je Halley na svoj strošek leta 1687 tudi objavil.
Leta 1686 je objavil drugi del o svoji odpravi. Tu je objavil razpravo o pasatih in monsunih. Razpoznal je, da toplota s Sonca vpliva na gibanja v ozračju. Našel je zvezo med zračnim tlakom in nadmorsko višino.
17. novembra 1687 mu je pisal Valvasor. V svojem pismu je opisal Alpe in Cerkniško jezero ter predložil tudi zemljevid jezera. Poleg je priložil tudi pesem, v kateri je Valvasor opisal in se pohvalil s svojim delom. Naslednje leto je Valvasor prejel odgovor: Halleyeve pesmi (ki se niso ohranile) in pohvalo točnosti zemljevida.
Leta 1690 je Halley zaključil z načrtovanjem potapljaškega zvona, naprave, ki bi lahko bila potopljena dalj časa. V naprovo je vgradil tudi okno, namenjeno podmorskemu raziskovanju. Njegov potapljaški zvon so ponovno napolnili s pomočjo obteženih sodov zraka, ki so jih spuščali iz morske gladine.
Leta 1693 je objavil članek o življenjskih rentah, ki se je ukvarjal z analizo starosti ob smrti iz zapiskov poljsko-nemškega mesta Breslaua (danes Vroclav), znanega po natančnih zapiskih. To je omogočilo britanski vladi, da je prodajala življenjske rente po zmernih cenah na podlagi starosti kupca. Halleyjevo delo je močno vplivalo na aktuarske vede, ki so uporabljale metode uporabne matematike in statistike pri denarnem gospodarstvu in zavarovanju. Izdelava življenjske tabele za Breslau, ki se je nanašala na zgodnejše delo Johna Graunta predstavlja velik korak v zgodovini demografije.
Leta 1698 mu je Viljem III. zaupal poveljstvo bojne ladje HMS Paramore Pink, ki se je namenila raziskovati Zemeljsko magnetno polje. Zaupali so mu nalogo merjenja zemljepisne dolžine s pomočjo odmikov magnetne igle in tudi raziskovanje novih ozemelj. Potovanje je trajalo dve leti in se je raztezalo od 52 stopinj severno do 52 stopinj južno. Po vrnitvi iz potovanja je leta 1701 sestavil prvi deklinacijski zemljevid za Tihi in Indijski ocean General Chart of the Variation of the Compass, kjer so označeni preko izogon kraji z enako magnetno deklinacijo, kotom med smerjo proti severu in smerjo Zemeljskega magnetnega polja. To je kot, za katerega »se moti kompas«. Izogonam so tedaj rekli tudi halleyjevske črte.
Med letoma 1701 in 1703 je stotnik Halley na posebni tajni odpravi obiskal Habsburško monarhijo. V tem času je večkrat obiskal Ljubljano, Trst, Benetke, Dunaj, Gradec, Reko in Dalmacijo. Njegova naloga je bila oceniti predvsem obalo in obalne instalacije (ceste, fortifikacije, ...) za vojaške namene. Načrtoval je izkrcanje v Bakarcu med špansko nasledstveno vojno, a je nato Anglija 1706 raje zasedla Gibraltar in pristanišče Mahega. Leta 1703 je opravil zadnje svoje potovanje v jugovzhodni Evropi v vojaški službi. 10. januarja 1703 je v zelo slabem vremenu prišel na Dunaj, od koder je preko Gradca in Ljubljane prišel v Trst. Tu sta mu civilni guverner mesta grof Janez Strassoldo in vojaški guverner grof Janez Ernst Herberstein pomagala izmeriti globino vode in velikost pristanišča. Glede na ugotovitve je zavrnil možnost, da bi Trst postal pomorsko oporišče. Nato se je odpravil v Bakarski zaliv in v Kraljevico. Tu je naredil načrt za zgraditev štirih utrjenih baterij s 66 topovi (njegove načrte so nato uporabiti za izgradnjo ceste Karoline čez Gorski kotar). 15. januarja je obiskal Senj. Ponovno je izmeril globino morja pri Bakarcu in se nato čez Karlobag, Reko, Ljubljano in Gradec vrnil na Dunaj, kjer je 3. marca izročil cesarju Leopoldu I. zemljevide, ki jih je naredil med potjo. Dva tedna pozneje je odpotoval v London, a se je 23. julija vrnil nazaj na Dunaj, saj je utrjevanje Bakarca potekalo prepočasi. Na Dunaju ga je sprejel Evgen Savojski. Njegova pot nazaj v Bakarac je trajala dva tedna, kjer je nadzoroval graditev.
Od leta 1703 je bil profesor geometrije na Univerzi v Oxfordu. Leta 1710 je prejel častni doktorat. Od leta 1720 je bil kot drugi kraljevi astronom predstojnik Kraljevega observatorija Greenwich, kjer je nasledil Flamsteeda.
Najvažnejši njegovi deli sta že omenjeni zvezdni katalog Catalogus stellarum australium (1679) in Prikaz astronomije kometov (Synopsis on Cometary Astronomy (Synopsis astronomiae cometicae)), ki ga je začel pisati leta 1682 ter objavil leta 1705. V delu je uporabil Newtonove gibalne zakone na vse razpoložljive podatke o kometih in matematično pokazal, da imajo kometi eliptične tire. Določil je tir in obhodno dobo kometa iz leta 1682, ki se danes na de Lacailleovo pobudo imenuje po njem Halleyjev komet in napovedal njegovo ponovno pojavljanje leta 1757. Tako je pokazal, da so kometi del Osončja.
Iz arabščine je delno prevedel Apolonijevo delo De sectione rationis (1706).
Da bi določil starost Zemlje s pomočjo slanosti oceanov je leta 1715 naredil prvi znanstveni poskus. Pri tem je dejal: »Tako smo dobili dokaz, na podlagi katerega lahko izračunamo starost vseh stvari.«
S pomočjo prehoda Venere po Sončevi plošči je leta 1716 razdelal postopek za določevanje Sončeve paralakse. Kasneje so leta 1761 in 1769 organizirali več odprav, ki so kljub negotovim zemljepisnim dolžinam opazovališč ugotovile vrednosti za Sončevo paralakso med 8,55" in 8,88". Na teh potovanjih so se astronomi spopadali s skoraj nepremostljivimi težavami. S svojo požrtvovalnostjo so dobili rezultate, ki še danes vzbujajo spoštovanje in občudovanje. Ob tem so odkrili še mnogo stranskih, a pomembnih odkritij. V Peruju je Bouguer odkril odklon vertikale, de La Condamine pa kininovec.
S primerjanjem novih astronomskih meritev s podatki iz Ptolemejevega astronomskega zbornika Almagest je leta 1718 odkril lastno teorijo o gibanju zvezd stalnic. S primerjanjem leg zvezd, ki jih je sam določil s položajem istih zvezd, ki so jih določili de Brahe in grški astronomi Ptolemej, Hiparh in Timoharis, je odkril njihova lastna gibanja. Prav gotovo je to odkril za bližnje zvezde Sirij, Prokijon, Arktur in Aldebaran. Prvi je odkril, da se medsebojne lege zvezd s časom spreminjajo že I Sin, kar pa niso upoštevali. Za Halleyjevo okritje se je zavzel Giovanni Cassini, Bradley pa je bil proti in je leta 1742 mislil, da so gibanja le navidezna zaradi gibanja Sonca po prostoru. Šele leta 1775 so se prepričali, da to ne drži, ko je Tobias Mayer iz Rømerjevih, de Lacaillevih in svojih opazovanj objavil lastna gibanja preko 100 zvezd. Kasneje so Argelander, Bessel in drugi izdali kataloge z lastnimi gibanji zvezd. Z razvojem fotografskih postopkov v drugi polovici 19. stoletja so množično določevali lastna gibanja, tako da jih poznamo danes že več kot za 300.000 zvezd. Na Observatoriju Greenwich je Halley leta 1721 začel z 18 letnim proučevanjem Luninega gibanja okoli Zemlje.

## Priznanja

### Poimenovanja
Po njem se imenujeta kraterja na Luni (Halley), na Marsu (Halley) in asteroid glavnega pasu 2688 Halley.